# Felix Keisinger
Felix Keisinger (Berchtesgaden, 29 de diciembre de 1997) es un deportista alemán que compite en skeleton. Ganó dos medallas de bronce en el Campeonato Europeo de Skeleton, en los años 2020 y 2024.

## Palmarés internacional
| Campeonato Europeo | Campeonato Europeo | Campeonato Europeo | Campeonato Europeo |
| Año                | Lugar              | Medalla            | Prueba             |
| ------------------ | ------------------ | ------------------ | ------------------ |
| 2020               | Sigulda (Letonia)  | Medalla de bronce  | Individual         |
| 2024               | Sigulda (Letonia)  | Medalla de bronce  | Individual         |